# Hoyoux (Clavier)
Ne doit pas être confondu avec Hoyoux.
Hoyoux [ɔju] est un hameau belge de la commune de Clavier situé en Région wallonne dans le sud-ouest du Condroz liégeois.
Avant la fusion des communes survenue en 1977, Hoyoux faisait partie de la commune de Bois-et-Borsu.

## Situation et description
Le hameau principalement constitué d'un château et d'anciennes fermes et dépendances se situe entre les hameaux de Petit-Avin et Odet et le village de Bois-et-Borsu. Le hameau se trouve en rive gauche du Hoyoux, un affluent de la Meuse. La rivière condrusienne a donné son nom au hameau. Deux étangs agrémentent le hameau, l'un en contrebas du château est alimenté par le Hoyoux, l'autre situé au nord par le ruisseau du Neuf Moulin, affluent du Hoyoux. Avec Vervoz et Saint-Fontaine, Hoyoux est l'un des hameaux les mieux conservés de la commune de Clavier.

## Patrimoine
Implanté sur une petite colline, le château de Hoyoux domine le hameau. Il a été construit au XVIIIe siècle comme pavillon de chasse pour le prince-évêque de Liège François-Charles de Velbrück. Il s'agit d'un bâtiment en U de trois niveaux en brique peinte se rapprochant du style classique. Le château est précédé d'une cour avec balustrades, et, sous des volées d'escaliers, d'un jardin à la française longé par les dépendances du château.
Plus au sud, près de l'étang, la ferme constituée de deux ailes parallèles possède un corps de logis de deux niveaux et de trois travées. La porte d'entrée est accessible par un perron. Cet ensemble agricole en pierre calcaire a été érigé à partir du XVIIe siècle.